# Strade statali della provincia di Bergamo
Questo è un elenco delle strade statali presenti sul territorio della provincia di Bergamo. Questo elenco include anche le ex strade statali, ora riclassificate come strade provinciali.

## SS 1 - SS 99
- SS 11 Padana Superiore, interessa la provincia di Bergamo per il tratto compreso tra Treviglio e Calcio. Riclassificata come strada provinciale.
- SS 42 del Tonale e della Mendola, da Treviglio a Boario Terme, ma prosegue fino a Bolzano. Parzialmente riclassificata come strada provinciale (soltanto il tratto da Treviglio a Bergamo).
- SS 42 var: variante a scorrimento veloce della Strada Statale 42 del Tonale e della Mendola. Disponibile per il tratto Stezzano - Seriate.
- SS 42 dir: variante a scorrimento veloce della Strada Statale 42 del Tonale e della Mendola. Disponibile attualmente solo per il tratto Albano S. Alessandro - Trescore Balneario.

## SS 200 - SS 299
- SS 294 della Val di Scalve.

## SS 300 - SS 399
- SS 342 Briantea. Collega il centro di Bergamo con la provincia di Lecco. Parzialmente riclassificata come strada provinciale.

## SS 400 - SS 499
- SS 469 Sebina Occidentale.Collega la SS 11 alla SS 42, passando per Lovere e Sarnico.
- SS 470 della Val Brembana. Collega la Val Brembana con il centro di Bergamo, passando per Villa d'Almè e Almè.
- SS 470 dir della Val Brembana. Collega Almè con Stezzano, dopodiché prosegue fino a Seriate con la denominazione di Tangenziale Sud.
- SS 472 Bergamina. \Collega Treviglio con la provincia di Lodi.
- SP ex SS 498 Soncinese. Riclassificata come strada provinciale. Collega Seriate con la provincia di Cremona, passando per numerosi comuni della bassa bergamasca tra cui Romano di Lombardia.

## SS 500 - SS 599
- SP ex SS 525 del Brembo. Riclassificata come strada provinciale. Collega Bergamo con Dalmine, dopodiché prosegue fino alla provincia di Milano.
- SP ex SS 573 L'Ogliese. Riclassificata come strada provinciale. Collega le province di Bergamo e Brescia, con un tracciato alternativo all'autostrada A4.
- SP ex SS 591 Cremasca. Parzialmente riclassificata come strada provinciale. Collega il centro di Bergamo a Zanica, dopodiché prosegue fino a Crema.

## SS 600 - SS 699
- SS 639 dei Laghi di Pusiano e di Garlate. Si stacca dalla Strada Statale Briantea in provincia di Como e giunge fino a Cisano Bergamasco.
- SS 671 della Val Seriana. Si stacca da una diramazione della Strada Statale Briantea presso Terno d'Isola e si conclude in Val Seriana, passando per Treviolo, Curno, Curnasco, Bergamo, Seriate, Nembro, Albino e Clusone. Infine si immette nella SS 294 prezzo Dezzo di Scalve.